# Carpathonesticus birsteini
Carpathonesticus birsteini är en spindelart som först beskrevs av Dmitry Evstratievich Kharitonov 1947.  Carpathonesticus birsteini ingår i släktet Carpathonesticus och familjen grottspindlar. Inga underarter finns listade.